# Perryman (Maryland)
Perryman – jednostka osadnicza w Stanach Zjednoczonych, w stanie Maryland, w hrabstwie Harford.